# Isabel Casimiro
Isabel Maria Cortesão Casimiro (Iapala, 14 de enero de 1955) es una socióloga y política mozambiqueña, activista por los derechos de las mujeres. Es profesora en el Centro de Estudios Africanos de la Universidad Eduardo Mondlane en Maputo, Mozambique. Fue la fundadora del Fórum Mujer y también de la Women and Law in Southern Africa Research and Education Trust (WLSA), además de diputada del Frente de Liberación de Mozambique (FRELIMO) de 1995 a 1999.

## Biografía
Isabel Maria Casimiro nació el 14 de enero de 1955 en Iapala, una pequeña aldea en la provincia de Nampula, en la costa nordeste de Mozambique. Su padre era médico con base en la estación ferroviaria de Iapala. Sus padres se mudaron a Mozambique en 1952, porque eran miembros del Partido Comunista Portugués, declarados ilegales por el gobierno, así que tuvieron que "exiliarse" a la que era entonces una de las colonias ultramarinas de Portugal.
Obtuvo su doctorado en Sociología en la Universidad de Coímbra, con postgraduado en Estudios de Historia y Desarrollo. Casimiro se convirtió en profesora de sociología en el Centro de Estudios Africanos de la Universidad Eduardo Mondlane en Maputo, donde se especializó en derechos de las mujeres y derechos humanos, movimientos feministas, cuestiones de desarrollo y democracia participativa, e impartió desde 1980 materias como Género y Poder Político, Educación, Género, Perspectivas Feministas o Aspectos Socioculturales y Género.
En 1988 fue la cofundadora del Women and Law in Southern Africa Research and Education Trust regional y en 1990 del nacional. De 1995 a 1999 Casimiro fue diputada, representando al FRELIMO. Casimiro fue la fundadora del Fórum Mujer, y su presidenta de 2006 a 2015. Fue la primera coordinadora nacional del Women and Law in Southern Africa Research and Education Trust (WLSA), con sede en Mozambique, y presidenta de su consejo mozambiqueño desde 2015.
En diciembre de 2018 se convirtió en presidenta de CODESRIA. Además, ha sido nombrada coordinadora general de la 14.ª edición del Women's World Congress que se celebrará en Maputo en septiembre de 2021. También ha publicado diversos artículos periodísticos y libros como autora y coautora.